# Mike Mills (Musiker)

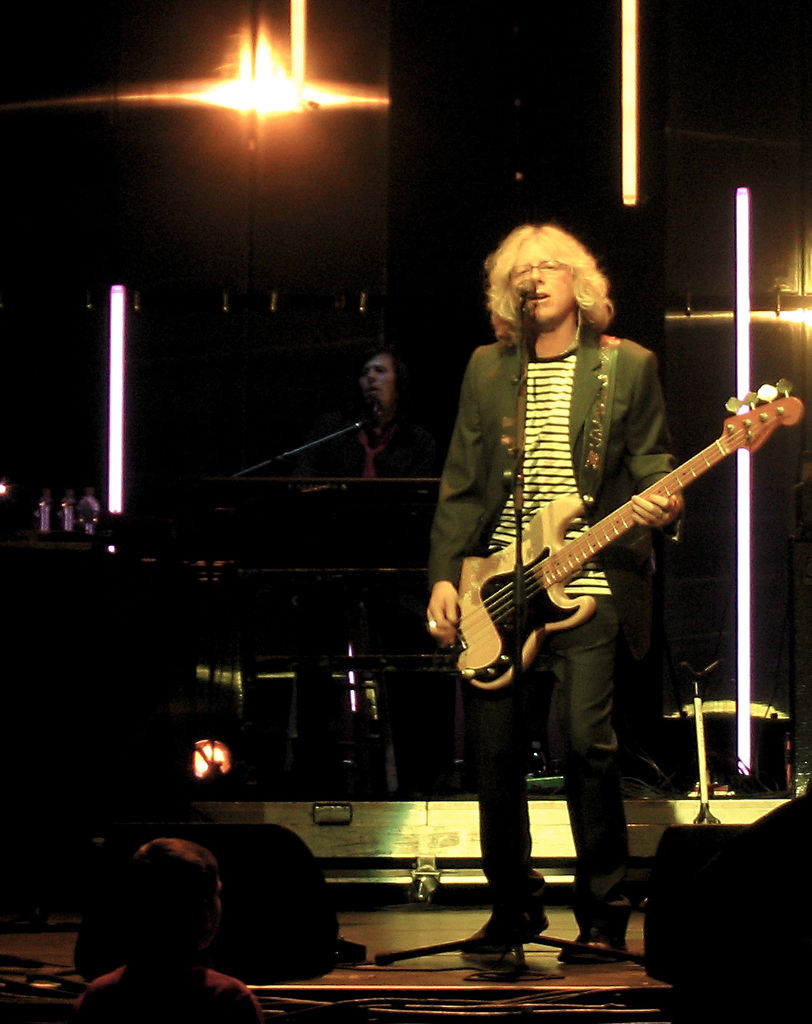
Mike Mills

Michael Edward Mills  (* 17. Dezember 1958 im Orange County, Kalifornien, USA) ist Gründungsmitglied und Bassist der ehemaligen US-amerikanischen Alternative-Rock-Gruppe R.E.M., darüber hinaus spielt er auch noch Gitarre, Klavier und Orgel sowie zahlreiche andere Instrumente, die er immer wieder in Songs einbringt. Er sang ebenfalls bei R.E.M. Backing Vocals.
Mike Mills spielte außerdem zusammen mit seinen Bandkollegen Peter Buck und Bill Berry sowie Warren Zevon von 1984 bis 1987 in dem Supergroup-Projekt Hindu Love Gods.

## Biografie
Mike Mills wuchs in einer musikalischen Familie auf. Seine Mutter war Pianistin und sein Vater Tenor im Kirchenchor. Mike erhielt eine klassische Ausbildung am Klavier, der Tuba und dem Sousaphon.
Er besuchte dieselbe Schule in Macon (Georgia) wie der spätere Schlagzeuger von R.E.M., Bill Berry. Die beiden lernten sich beim Vorspielen für die Band Shadowfax kennen.
Nachdem Bill Berry und Mike Mills die High School erfolgreich abgeschlossen hatten, schrieben sich beide an der Universität von Georgia in Athens ein und zogen dorthin. 1980 lernten sie Michael Stipe und Peter Buck kennen und brachen ihr Studium ab, um mit ihnen gemeinsam die Band R.E.M. zu gründen.
Mike Mills spielt in seiner Freizeit Golf, Tennis und Baseball und wohnt auch heute noch in Athens. Er ist nicht verheiratet und hat einen Sohn, der 1989 geboren wurde.

## Musik
Mills macht den Bass mit relativ einfachen Linien zu einem melodieprägenden Instrument. In vielen R.E.M.-Songs steht der Bass im Vordergrund – vor der Gitarre. Ein Beispiel hierfür ist der Song The One I Love.
Als Leadsänger tritt Mills eher selten in Erscheinung. Zuletzt war dies auf dem Album Out of Time der Fall, auf dem er die Titel Near Wild Heaven und Texarkana sang.